# Sal Romano

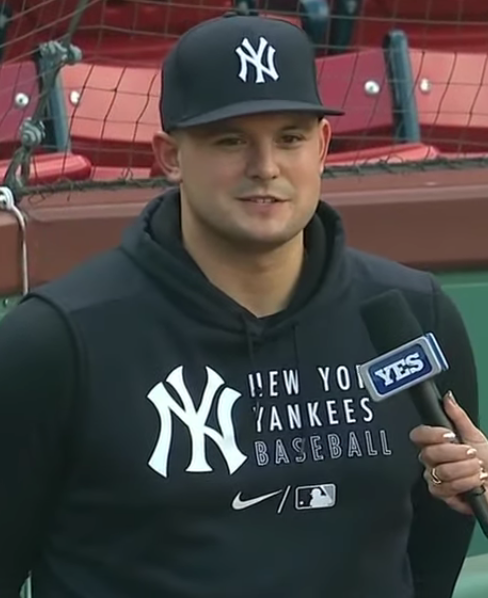
Sal Romano

Salvatore J. Romano (Syosset, New York, 1993. október 12. –) amerikai profi baseball-dobó, aki a Major League Baseball bajnokságban szereplő Cincinnati Reds, New York Yankees és Milwaukee Brewers csapataiban játszott.

## Pályafutása
Romanót a 2011-es Major League Baseball-draft huszonharmadik körében draftolta a Cincinnati Reds csapata a Southington Középiskolából. Romano leszerződött a csapattal, nem folytatta tovább a tanulmányait a Tennessee-i Egyetemen.
Romano a Billings Mustangs csapatában kezdte meg a profi pályafutását, ahol a 2012-es szezon során 15 mérkőzésen kezdett és 5 győzelmet és 6 vereséget könyveltek el neki, melyeken 5,32-os ellene befutott pontátlagot ért el. A 2013-as szezon előtt felhívták a Class A-szintű Dayton Dragonsba, ahol 15 mérkőzésen kezdett és 7 győzelmet és 11 vereséget könyveltek el neki, melyeken 4,86-os ellene befutott pontátlagot ért el. A 2014-es szezont szintén itt töltötte el, és 28 mérkőzésen kezdett és 8 győzelmet és 11 vereséget könyveltek el neki, melyeken 4,12-os ellene befutott pontátlagot ért el. A 2015-ös szezont már a Class A-Advanced-szintű Daytona Tortugasban kezdte, azonban az év folyamán felhívták Double-A Pensacola Blue Wahoos csapatába. A szezon alatt összesítve 26 játék során (ebből 25-öt kezdett) 6 győzelmet és 9 vereséget jegyeztek fel neki és 4,82-os ellene befutott pontátlagot ért el. A szezon után felkerült a Reds negyvenfős keretébe, hogy elkerüljék az ötös szabályzat szerinti draftot. Romano a 2016-os szezont a Pensacolában töltötte el, ahol 27 játékot kezdett és 3,52-os ellene befutott pontátlag és 1,22-os WHIP mellett 6 győzelmet és 11 vereséget jegyzett.
Romano a 2017-es szezont már a Triple-A Louisville Batsben kezdte. Április 16-án felhívták a Reds csapatába, első MLB-mérkőzését is ugyanezen napon játszotta. Romanót két nap múlva visszaküldték a Louisville-be. A szezon során számos alkalommal hívták fel a Redsbe, utoljára július 18-án. A Louisville színeiben 10 játékot kezdett és 3,47-os ellene befutott pontátlag mellett 1 győzelmet és 4 vereséget, míg a Cincinnatiben 15 játékot kezdett és 4,45-os ellene befutott pontátlag mellett 5 győzelmet és 8 vereséget jegyzett.
Romano a 2018-as szezont a Cincinnati kezdődobó-keretében kezdte. A szezonban 39 mérkőzésen játszott, ebből 25-ön kezdődobóként és 8–11-es győzelmi arányt ért el. A 2019-es szezont a Louisville-ben kezdte, felváltódobóként. Július 22-én felhívták a Cincinnatibe. A következő napon három játékrészt dobott, amely alatt három biztos ütést és egy kiérdemelt futást engedett be, illetve két ütőjátékost ejtett ki megvédve ezzel a Milwaukee Brewers elleni győzelmet.
2020. február 5-én a Reds vezetősége beosztásra jelölte Romanót. 2020. szeptember 13-án bekerült a Reds aktív csapatkeretébe. 2020-ban 1⅓ shutout játékrészt dobott. Miután 14 mérkőzés után 5,23 kiérdemeltfutás-átlagot ért el, 2021. május 14-én ismét beosztásra jelölték. Május 17-én szabadúszó lett.

### New York Yankees
2021. május 19-én alsóbb ligás szerződést kötött a New York Yankees csapatával. Romano 17 játék alatt 3,63-os kiérdemeltfutás-átlagot ért el a Triple-A szintű Scranton/Wilkes-Barre RailRiders csapatában, mielőtt július 18-án felbontották a szerződését. Romano még aznap új alsóbb ligás szerződést kötött a csapattal. A Yankees július 22-én hozzáadta Romanót a Major League-csapat keretébe.